# Hyvelbänk

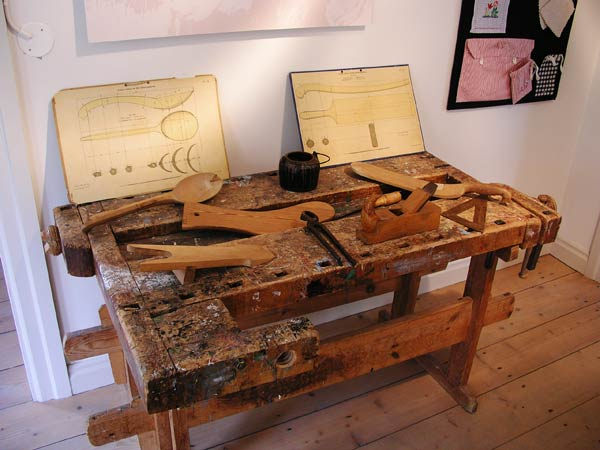
Slöjdbänk, skolmuseet, Gamla Linköping.

Hyvelbänk, snickarbänk eller slöjdbänk är en typ av arbetsbänk som används av snickare för att fixera trästycken av olika slag och därmed underlätta arbetet. Den består av en arbetsplatta och oftast en eller två spännanordningar avsedda att fästa arbetsstycken med.
Normalt i Sverige är dessa spännanordningar av trä och med svarvade gängor. Hyvelbänkar tillverkas av hårt trä såsom bok, ek eller i dag även av ask. Oftast gjorde förr snickaren sin egen hyvelbänk. Seriemässigt har hyvelbänkar tillverkats i Sverige på några olika platser, bland annat i Tidaholm, Målilla, Stockamöllan och framförallt i Stockaryd. Numera finns det endast en hyvelbänkstillverkare i Stockaryd.

## Bildgalleri

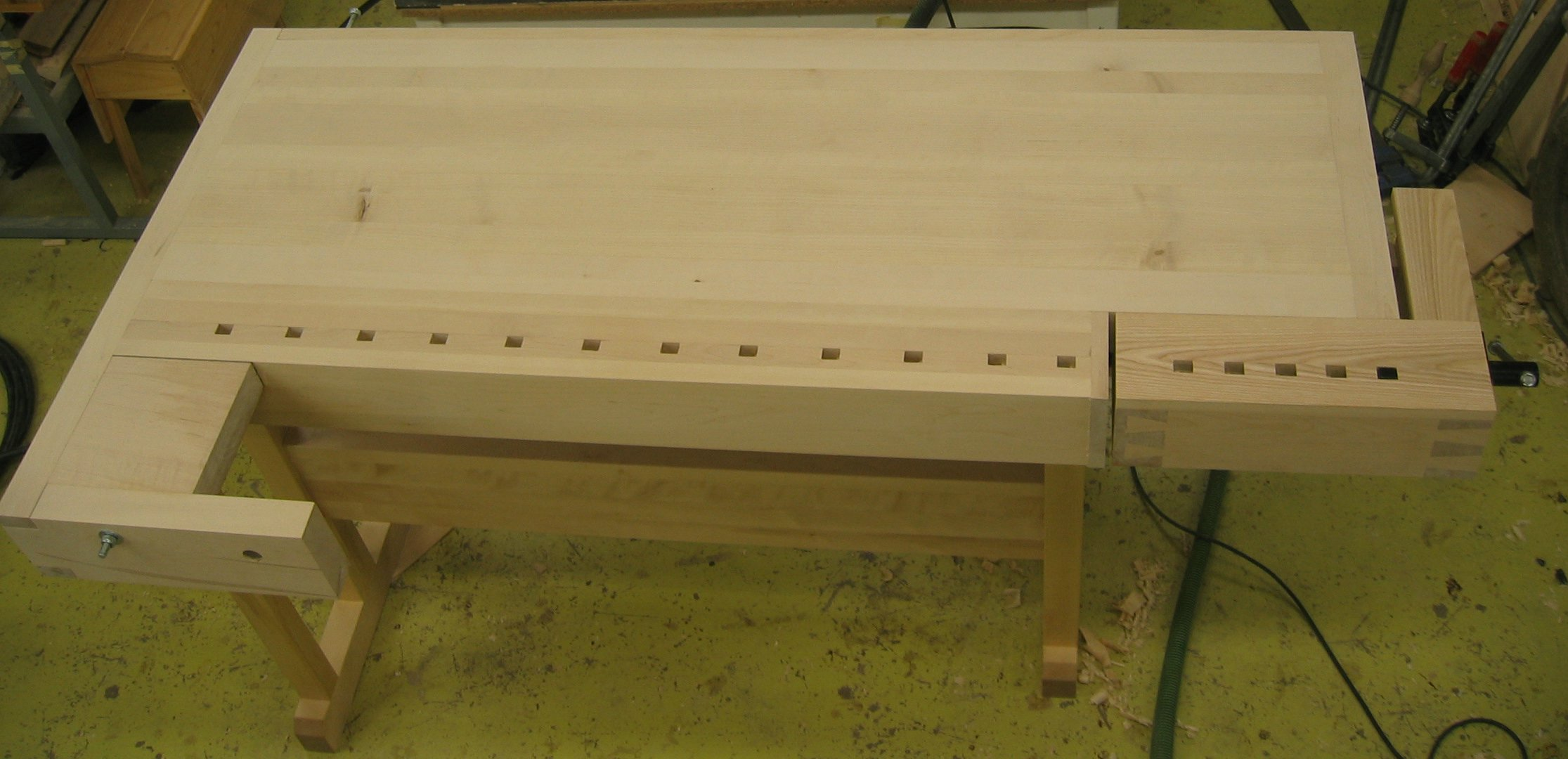
Europeisk modell av arbetsbänk för bearbetning av trä.
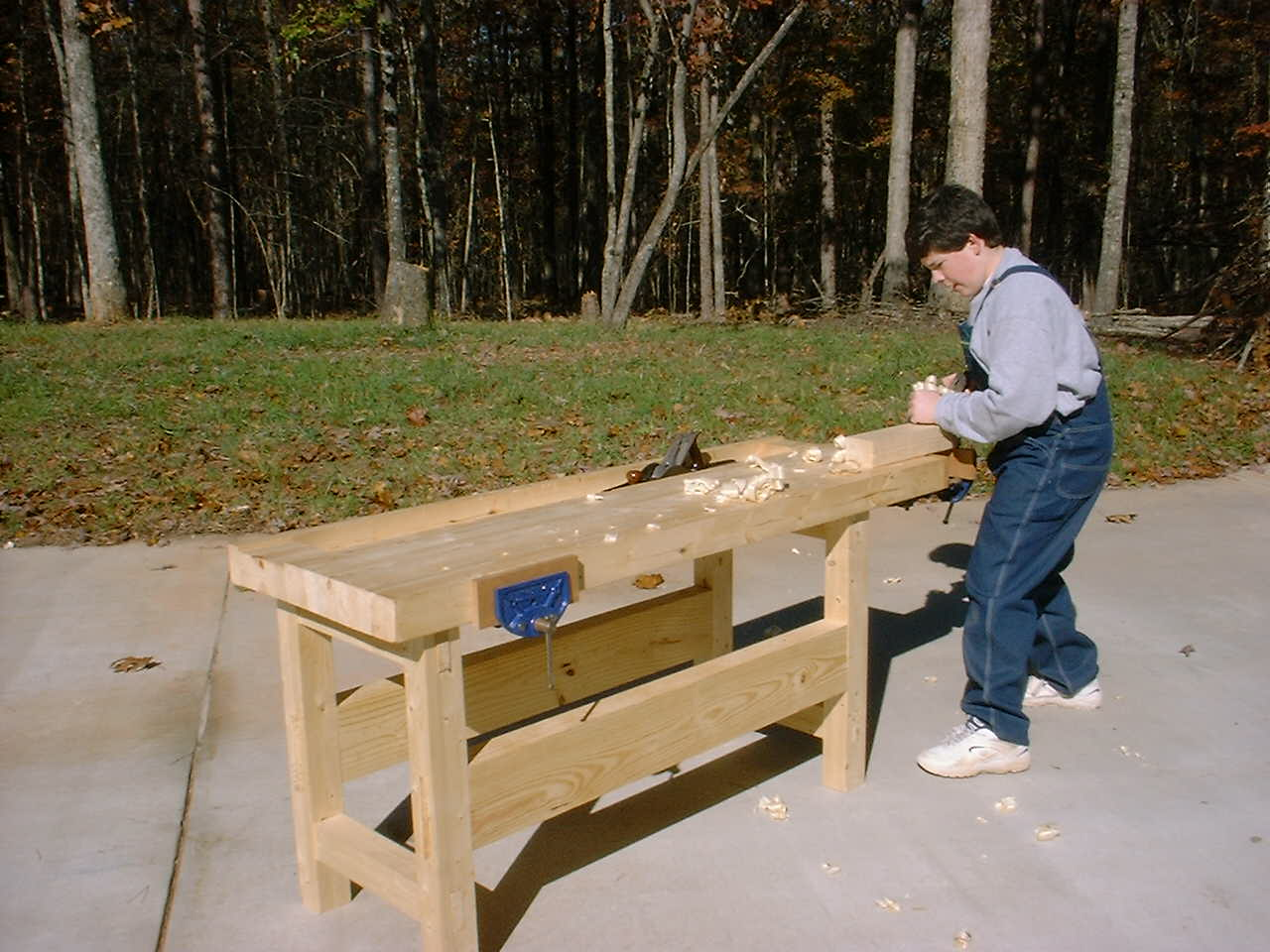
Enkel slöjdbänk (foto 2000).
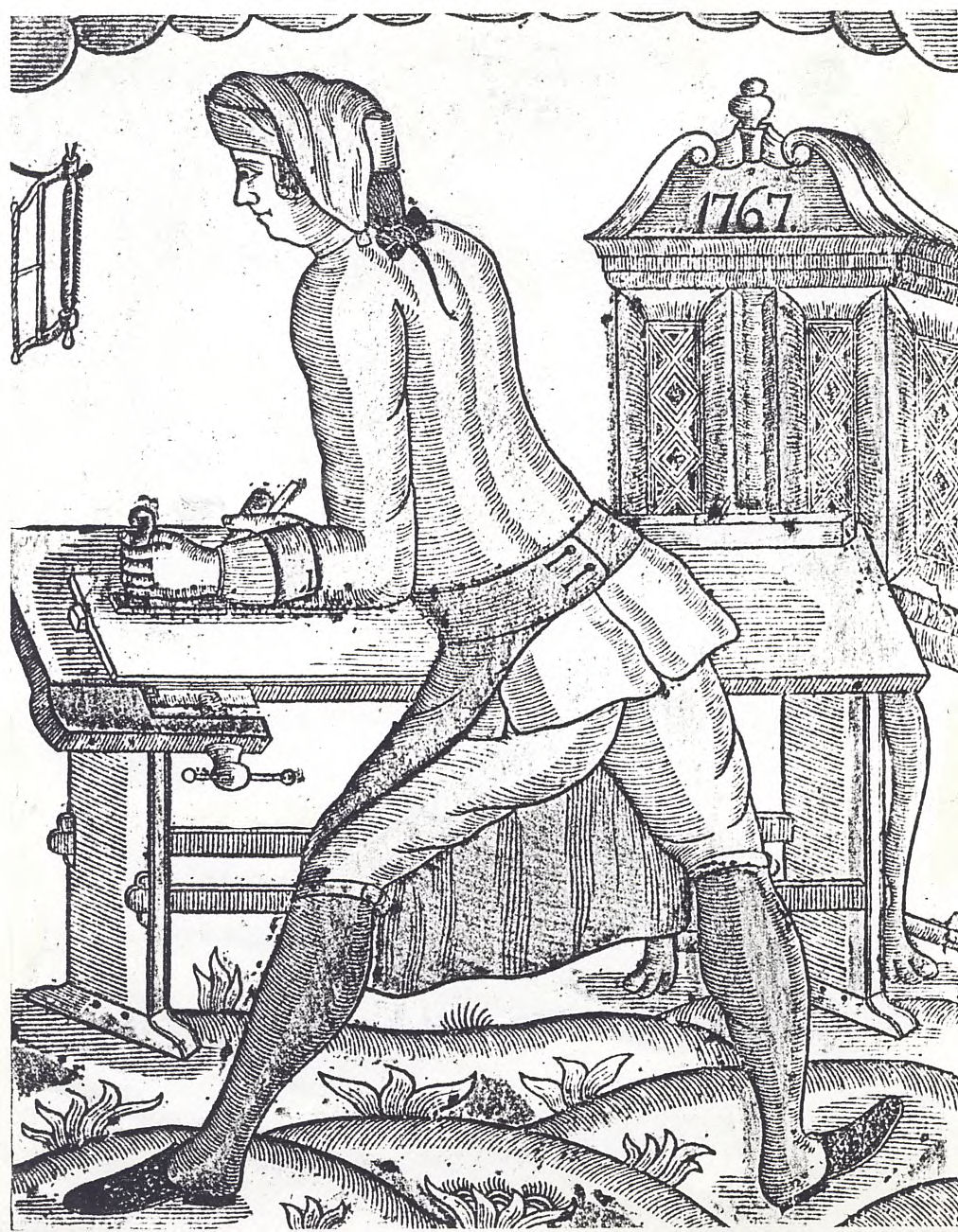
Snickare vid sin hyvelbänk (1767).